# AntiX
antiX ist eine schlanke Linux-Distribution, die für das gesamte Leistungsspektrum aktueller und alter Computer (der letzten ca. 20 Jahre) geeignet ist. Eines ihrer Merkmale ist, dass sie seit der Version 22 sowohl vollständig systemd- als auch elogind-frei ist. antiX fußt auf Debian Stable und ist für x86-basierte Systeme (Intel und AMD) verfügbar. Ein weiteres Kennzeichen sind die ausgereiften und vielseitigen Live-Technologien. Erklärtes Ziel der Entwickler ist es, die Nutzungsdauer vorhandener Hardware durch gezielte Auswahl effizienter Software- und Betriebssystemkomponenten deutlich zu verlängern. Von dem damit erzielten Effizienzgewinn können auch moderne Hochleistungssysteme profitieren.

## Distributions-Motto
Der Untertitel der antiX Distribution lautet: „Proudly anti-fascist“. Herausgeber ist Paul Banham (anticapitalista) aus Thessaloniki, der sich als Vertreter einer linken politischen Idee sieht.

## Varianten
antiX wird in Form von ISOs zur Erstellung von Live-Bootmedien (CD, DVD, USB-Stick etc.) zum Download bereitgestellt. Es gibt jeweils eine 32-Bit- und eine 64-Bit-Version, die sowohl auf AMD- als auch für Intel-Prozessoren lauffähig ist. Alle ISOs werden in den Varianten „full“ (ca. 1,8 GiB), „base“ (1,2 GiB), „core“ (ca. 520 MiB) und „net“ (ca. 220 MiB) angeboten. Die Variante „full“ eignet sich für Anwender, die Wert darauf legen, sich sofort in einer vollständigen grafischen Umgebung wiederzufinden und ist für die meisten Anwender die beste Wahl. Die Variante „base“ eignet sich, falls aus Platzgründen die Variante „full“ nicht verwendet werden kann oder soll. In dieser Variante sind bestimmte Komponenten (Programme aber auch viele Gerätetreiber und Dienste) nicht vorinstalliert und müssen je nach Bedarf vom Nutzer einzeln selektiert und hinzugefügt werden. Die Core- und Net-Varianten sind für Nutzer geeignet, die sich ihr System auf Basis von antiX von Grund auf selbst zusammenstellen möchten.
Seit dem Jahr 2020 lassen sich zusätzliche Sid-(Debian unstable)-Versionen nachweisen.

### Nutzungsvarianten
antiX kann als Live-System sofort von einem bootbaren, aus dem ISO erstellten Medium gestartet und verwendet werden. Es gibt ausgefeilte Live Nutzungsvarianten „Persistenz“, „Root-Persistenz“ „Home-Persistenz“, sowie frugale Installationen („Frugal“, „Persistentes Frugal“ etc.), die das vorhandene Betriebssystem eines Rechners nicht verändern.
- Die sogen. Persistenz erlaubt eine Nutzung eines Live-Systems, die einer Komplettinstallation nahekommt, alle Programminstallationen und individuellen Systemeinstellungen werden dauerhaft in verschiedenen separaten Containern (rootfs, homefs) auf dem Live-Bootmedium hinterlegt. Das rootfs-Dateisystem enthält dabei nur die Unterschiede zum ursprünglichen Bootmedium, wird beim Start komplett in den Arbeitsspeicher kopiert und überlagert jenes, während das Dateisystem des homefs-Containers als normal beschreibbares Verzeichnis eingehängt ist. Diese Container lassen sich auch in jedem anderen Linux als Datenträger ins Dateisystem einhängen (Einhängeoption „loop“), sodass alle darin gespeicherten Daten auch außerhalb von antiX stets zugänglich sind.

- Die Frugale Installation ist ein Live-System, das aus einem Container von der Festplatte gestartet wird; auch dabei sind die verschiedenen Persistenzen anwendbar. In der Nutzung und Wahrnehmung unterscheidet sich eine persistente Live- oder persistente frugale Installation nicht von einem klassisch installierten antiX-System.

Auch in Live- und Frugalsystemen erlaubt es der „antiX Live Kernelupdater“, weitgehend automatisiert eine Aktualisierung des Linux-Systemkerns vorzunehmen, der ab dem nächsten Systemstart aktiv ist. Mittels des integrierten automatischen Live-Remaster-Werkzeugs kann auch das Live-Medium stets auf dem aktuellen Stand gehalten werden oder wie eine Festplatteninstallation dauerhaft individuell angepasst werden. Dabei wird u. a. die Containerdatei linuxfs komplett neu erstellt. Je nach Rechenleistung und Übertragungsgeschwindigkeit des Speichermediums und Gesamtgröße der Installation dauert dieser Vorgang durchschnittlich 20 Minuten (antiX full, auf einer 32-Bit-CPU mit 1,7 GHz, USB-2.0-Speichermedium mit 24 MB/Sec), kann auf moderner Hochleistungshardware aber schon nach 3 Minuten beendet sein, und auf sehr alten Geräten mit USB 1.0 sehr viel länger dauern.
Eine klassische Festplatteninstallation ist ebenfalls möglich.

## Technik
antiX enthält kein klassisches schwergewichtiges Desktop-Environment, das alle Funktionen zentral verwaltet. Stattdessen werden alle Funktionen der Desktopumgebung aus Einzelkomponenten bereitgestellt, die z. T. für antiX speziell konzipiert oder angepasst wurden (beispielsweise ein Kontrollzentrum, in dem wesentliche Systemeinstellungen zusammengefasst in einer GUI zur Verfügung stehen). Dieses Vorgehen erlaubt die freie Auswahl und Kombination verschiedener Programme, die eine bestimmte Aufgabe in der Nutzerumgebung auf dem Desktop bereitstellen.
Standardmäßig ist antiX mit vier vorinstallierten Fensterverwaltungen (IceWM, Fluxbox, JWM, HerbstluftWM) ausgestattet, zwischen denen der Nutzer live hin- und herwechseln kann, um die für ihn am besten geeignete Umgebung zu erproben bzw. unterschiedliche Aufgaben in unterschiedlichen Arbeitsumgebungen auszuführen. Weitere Fensterverwaltungen können bei Bedarf aus den Repositorien installiert werden.
Die antiX-22-ISOs enthalten eine sicherheitsaktualisierte Kernelversion 4.09 LTS, die mit sehr vielen älteren Computersystemen kompatibel ist. Als aktuelle (auch auf Live-Systemen) aus den Repositorien installierbare sicherheitsaktualisierte antiX-Kernel stehen (Stand 3. Oktober 2022) die LTS-Kernel 5.10.142, 4.19.0-256, 4.9.0-326 und 4.4.0-296. zur Verfügung, jeweils in den Varianten 64 Bit und 32 Bit „pae-686“ und „non-pae-486“.
Die 23.2-ISOs enthalten zwei antiX-Kernel: 5.10.224 („legacy“) und 6.1.105 („modern“), in die das System aus dem Bootmenü heraus gestartet werden kann. Aus den Repositorien stehen (Stand 7. Oktober 2024) die sicherheitsaktualisierten Kernel 6.1.55 und 5.10.199 sowie 4.19.276 und 4.9.0-326 sowie weitere zur Verfügung, die 6.x antiX-Kernel jedoch nur für 64-bit Systeme. Daneben können bei Bedarf beliebige andere Kernel verwendet werden, z. B. Liquorix oder Realtime- bzw. Standard-Debian Kernel. Die 32-Bit antiX-Kernel sind als pae und non-pae Versionen abrufbar.
Eine Vollverschlüsselung des Systems mit Luks-encryption ist aktivierbar.

## Versionen
| Version     | Codename             | Veröffentlichungsdatum | Anmerkungen und wichtige Änderungen                                                                                              |
| ----------- | -------------------- | ---------------------- | --- |
| 6.5         | Spartacus            | 9. Juli 2007           | |
| 7.0         | Lysistrata           | 30. Oktober 2007       | |
| 7.2         | Vetëvendosje         | 16. Mai 2008           | |
| 7.5         | Toussaint Louverture | 24. August 2008        | |
| 8.0         | Intifada!            | 14. Februar 2009       | |
| 8.2         | Tȟašúŋke Witkó       | 24. Juli 2009          | |
| 8.5         | Marek Edelman        | 12. April 2010         | |
| M11         | Jayaben Desai        | 3. Mai 2011            | |
| 12          | Edelweißpiraten      | 7. August 2012         | |
| 13          | Luddite              | 2. Juli 2013           | |
| MX-14.4     | Symbiosis            | 23. März 2015          | |
| 15          | Killah P             | 30. Juni 2015          | |
| MX-15       | Fusion               | 24. Dezember 2015      | |
| 16          | Berta Cáceres        | 26. Juni 2016          | |
| 17          | Heather Heyer        | 24. Oktober 2017       | Basis: Debian 9.2 „Stretch“, Systemdfrei, LTS                                                                                    |
| 17.1        | Heather Heyer        | 18. März 2018          | Basis: Debian „Stretch“, Systemdfrei, LTS                                                                                        |
| 17.2        | Helen Keller         | 5. Oktober 2018        | Basis: Debian „Stretch“, Systemdfrei, LTS                                                                                        |
| 17.4.1      | Helen Keller         | 28. März 2019          | Basis: Debian „Stretch“, Systemdfrei, LTS                                                                                        |
| 17.5        | Helen Keller         | 9. Januar 2022         | Basis: Debian „Stretch“, Systemd- und Elogindfrei, LTS                                                                           |
| 19          | Marielle Franco      | 17. Oktober 2019       | Basis: Debian „Buster“, Systemdfrei. LTS, offiziell unterstützt bis 2025                                                         |
| 19.1        | Marielle Franco      | 23. Dezember 2019      | Basis: Debian 10 „Buster“, Systemdfrei, enthält erstmals zusätzlich „runit“ als Alternative. LTS, offiziell unterstützt bis 2025 |
| 19.2/19.2.1 | Hannie Schaft        | 28. März 2020          | Basis: Debian 10 „Buster“, Systemdfrei. LTS, offiziell unterstützt bis 2025                                                      |
| 19.2-sid    | Hannie Schaft        | 29. März 2020          | Basis: Debian „Sid“, Systemdfrei, nur in den Varianten „Core“ und „Net“ für 32 und 64 Bit.                                       |
| 19.3        | Manolis Glezos       | 16. Oktober 2020       | Basis: Debian 10 „Buster“, Systemdfrei. LTS, offiziell unterstützt bis 2025                                                      |
| 19.3-sid    | Manolis Glezos       | 16. Oktober 2020       | Basis: Debian „Sid“, Systemdfrei, nur in den Varianten „Core“ und „Net“ für 32 und 64 Bit.                                       |
| 19.4        | Grup Yorum           | 21. Mai 2021           | Basis: Debian „Buster“, Systemdfrei. LTS, offiziell unterstützt bis 2025                                                         |
| 19.5        | Grup Yorum           | 25. Januar 2022        | Basis: Debian 10 „Buster“, Systemdfrei. LTS, offiziell unterstützt bis 2025.                                                     |
| 21          | Grup Yorum           | 31. Oktober 2021       | Basis: Debian 11 „Bullseye“, Systemdfrei. LTS, offiziell unterstützt bis 2027.                                                   |
| 21-sid      | Grup Yorum           | 10. Januar 2022        | Basis: Debian Unstable „Sid“, Systemdfrei, nur in den Varianten „Core“ und „Net“ für 32 und 64 Bit.                              |
| 22          | Grup Yorum           | 19. Oktober 2022       | Basis: Debian 11 „Bullseye“, Systemdfrei, Elogindfrei. LTS, offiziell unterstützt bis 2027                                       |
| 22-sid      | Grup Yorum           | 28. Oktober 2022       | Basis: Debian Unstable „Sid“, Systemdfrei, Elogindfrei, nur in den Varianten „Core“ und „Net“ für 32 und 64 Bit.                 |
| 23          | Arditi del Popolo    | 27. August 2023        | Basis: Debian 12 „Bookworm“, Systemdfrei, Elogindfrei, LTS, 32 bit und 64 bit (beide wahlweise runit und sysvinit).              |
| 23.1        | Arditi del Popolo    | 22. Februar 2024       | Basis: Debian 12 „Bookworm“, Systemdfrei, Elogindfrei, LTS, 32 bit und 64 bit (beide wahlweise runit und sysvinit).              |
| 23.2        | Arditi del Popolo    | 6. Oktober 2024        | Basis: Debian 12 „Bookworm“, Systemdfrei, Elogindfrei, LTS, 32 bit und 64 bit (beide wahlweise runit und sysvinit).              |
| 25.a1       | n.n.                 | 16. Juni 2025          | Basis: Debian Testing „Trixie“, Systemdfrei, Elogindfrei, als Vorabversion nur in der Variante runit full, 64 Bit.               |

| Legende: | Ältere Version; nicht mehr unterstützt | Ältere Version; noch unterstützt | Aktuelle Version | Aktuelle Vorabversion | Zukünftige Version |

## Geschichte
antiX weist Einflüsse von sidux, TinyMe, Puppy Linux, Absolute und SliTaz auf, die sich in der aktuellen Version finden lassen.

### MEPIS antiX

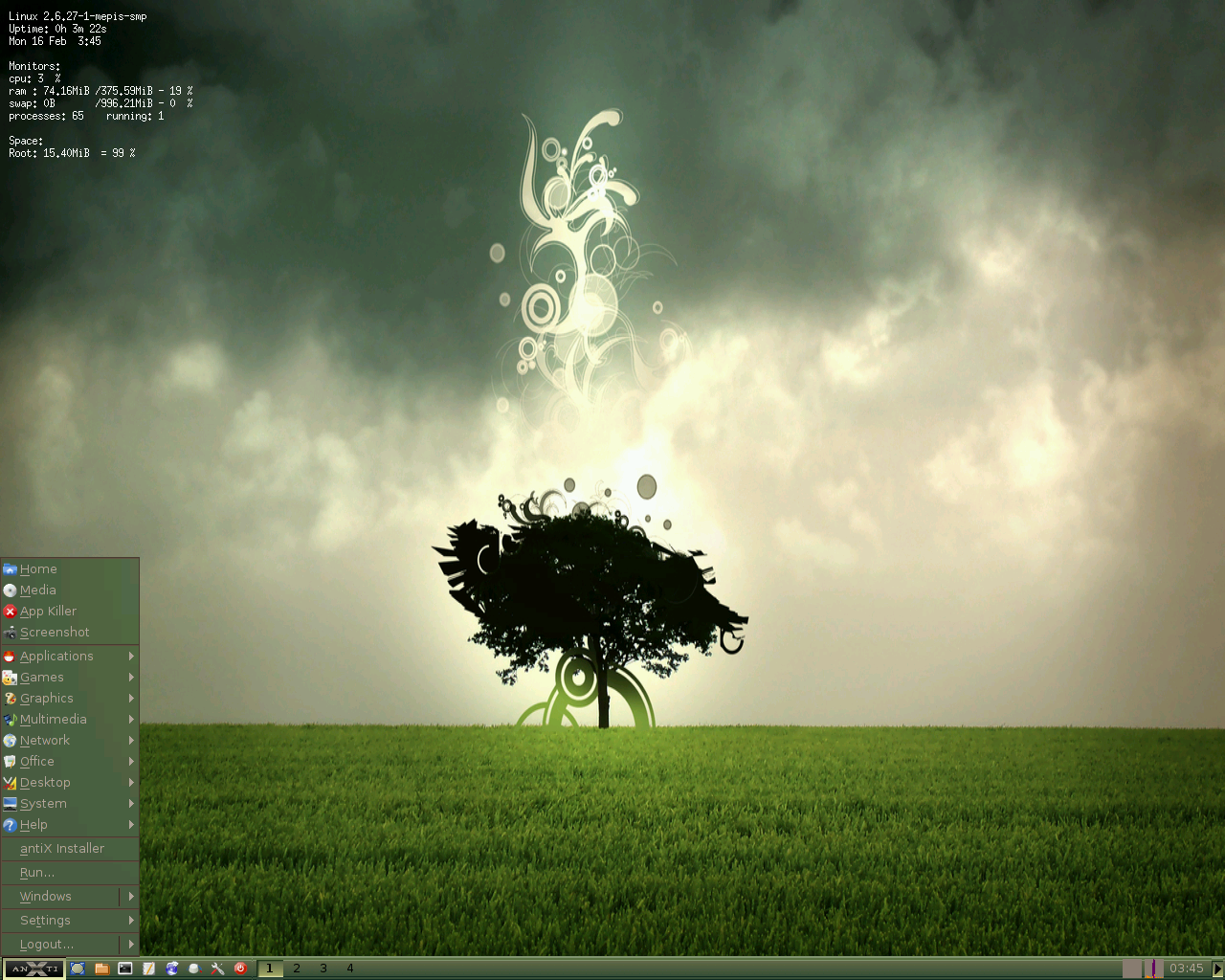
Bildschirmfoto von MEPIS antiX 8

antiX ging aus der Distribution SimplyMEPIS hervor, der ursprüngliche Name war Flepis. Zeitgleich mit der SimplyMEPIS-Version 6.5 wurde, von der Community unterstützt, MEPIS antiX als schlankes Derivat für ältere Computer ab 64 MB RAM unter dem Namen MEPIS antiX veröffentlicht. Als Fenstermanager wurde zunächst ausschließlich Fluxbox verwendet. Der Wechsel der Systembasis bei Mepis von Debian zu Ubuntu führte zu Bestrebungen, antiX als von Mepis unabhängige Distribution weiter auf Debian-Basis fortzuführen. Die Rückkehr von Mepis zu Debian machte dies unnötig, doch hat sich antiX seither zu einer eigenständigen Distribution entwickelt.
Seit Februar 2013 wird antiX Linux bei Distrowatch als eigene, von Mepis unabhängige Distribution geführt.

## Derivate und Ableger

### MX Linux
MX Linux entstand ab 2014 als Gemeinschaftsprojekt der antiX community und Mitgliedern der früheren Mepis community als antiX Linux “MX” edition. Seit November 2016 wird MX Linux bei Distrowatch als eigene, von antiX unabhängige Distribution geführt. Nach wie vor besteht jedoch ein reger technologischer Austausch zwischen den beiden Distributionen. MX übernimmt gezielt einzelne Besonderheiten von antiX und umgekehrt.